# XQuery
XQuery — язык запросов и функциональный язык программирования, разработанный для обработки данных в формате XML, простого текста, JSON или других предметно-специфичных форматах. XQuery использует XML как свою модель данных. Предназначен для запроса и преобразования коллекций структурированных и неструктурированных данных.
XQuery 1.0 был разработан рабочей группой XML Query в составе организации W3C. Эта работа координируется другой рабочей группой, работающей над XSLT 2.0. Эти две группы разделяют ответственность за XPath 2.0, входящий в состав XQuery 1.0. 3 ноября 2005 года XQuery 1.0 получил статус W3C Candidate Recommendation, а 23 января 2007 года XQuery 1.0, одновременно с XSLT 2.0 и XPath 2.0, получил статус официальной рекомендации (W3C Recommendation). В настоящее время ведутся работы по развитию этого стандарта, с добавлением выражений для свободного поиска по тексту и для внесения изменений в XML документы и базы данных, а также для процедурных операций.
XQuery версии 3.0 принят W3C 8 апреля 2014 года
XQuery версии 3.1 принят W3C 21 марта 2017 года

## Применение
Несколько примеров, где используется XQuery:
1. Выборка информации из баз данных с помощью веб-сервисов
2. Формирование отчётов на основе данных в XML базах данных
3. Поиск информации в текстовых документах
4. Выборка и преобразование данных XML в XHTML формат для публикации в вебе
5. Сбор данных из нескольких баз данных для интеграционных приложений
6. Разделение документа XML на несколько частей для выполнения отдельных множественных операций.

## Примеры
Простейшее корректное «Hello world» приложение на XQuery:
```
 
"Hello World"

```

В рамках стандарта SQL:2006 разработаны механизмы для встраивания XQuery-запросов прямо в SQL-запросы:
```
 
<
html
><
head
/><
body
>

 {
   for $act in doc("hamlet.xml")//ACT
   let $speakers := distinct-values($act//SPEAKER)
   return
     
<
span
>

       
<
h1
>
{ $act/TITLE/text() }
</
h1
>

       
<
ul
>

       {
         for $speaker in $speakers
         return 
<
li
>
{ $speaker }
</
li
>

       }
       
</
ul
>

     
</
span
>

 }
 
</
body
>

</
html
>

```